# Erpetonyx
Erpetonyx es un género extinto de pararreptiles con una única especie conocida Erpetonyx arsenaultorum, que vivió durante la última etapa del Carbonífero (Gzheliense) en lo que hoy es la isla del Príncipe Eduardo (Canadá).
Se conoce por el holotipo, ROM 55402, un esqueleto casi completo y parcialmente articulado de un individuo adulto. Se trata del pararreptil más antiguo conocido y es un indicador de que la diversidad de los reptiles en el Carbonífero era mucho mayor de lo encontrado hasta ahora.

## Taxonomía
Cladograma según análisis filogenético de Modesto et al. en 2015:

| Bolosauria | \| \| Erpetonyx \| \| \| \| \| \| Bolosauridae \| \| \| \| |
|            | \| \| Erpetonyx \| \| \| \| \| \| Bolosauridae \| \| \| \| |
|            | Erpetonyx                                                  |
|            |                                                            |
|            | Bolosauridae                                               |
|            |                                                            |